# Station Zawada
Station Zawada is een spoorwegstation in de Poolse plaats Zawada.